# Sciara sericata
Sciara sericata är en tvåvingeart som först beskrevs av Johann Wilhelm Meigen 1830.  Sciara sericata ingår i släktet Sciara och familjen sorgmyggor. Inga underarter finns listade i Catalogue of Life.